# Ghiacciaio Cataract
Il ghiacciaio Cataract (Cataract Glacier) è un ghiacciaio situato nell'Alaska (Stati Uniti) sud-centrale situato nel Census Area di Valdez-Cordova).

## Dati fisici
Il ghiacciaio si trova all'estremità nord-occidentale della Foresta Nazionale di Chugach (Chugach National Forest). Il suo orientamento più o meno è sud-ovest / nord-est e nasce nel gruppo montuoso Chugach (lato nord-occidentale). La fronte del ghiacciaio finisce pensile nel braccio di mare "Surprise Inlet" del "Harriman Fjord" che si trova nello Stretto di Prince William (Prince William Sound). Il ghiacciaio, lungo 2,5 km, si forma a circa 1.300 m s.l.m. e termina 450 m s.l.m. su un promontorio a picco sul mare.
Altri ghiacciai vicini al Cataract sono:
| Nome del ghiacciaio | Quota alle coordinate indicate (m s.l.m.) | Coordinate             | Distanza e direzione dal ghiacciaio |
| ------------------- | ----------------------------------------- | ---------------------- | ----------------------------------- |
| Harriman Glacier    | 83                                        | 60°58′30″N 148°26′30″W | 6 km verso sud                      |
| Roaring Glacier     | 970                                       | 61°00′03″N 148°27′24″W | 3 km verso sud-ovest                |
| Surprise Glacier    | 713                                       | 61°01′05″N 148°29′46″W | 5 km verso ovest                    |
| Stairway Glacier    | 924                                       | 61°04′37″N 148°29′15″W | 8 km verso nord                     |
| Baker Glacier       | 1.141                                     | 61°04′53″N 148°21′52″W | 7 km verso nord-est                 |

Il ghiacciaio è circondato dai seguenti monti (tutti appartenenti al gruppo montuoso del Chugach):
| Nome del monte | Altezza (m s.l.m.) | Coordinate             | Distanza e direzione dal ghiacciaio |
| -------------- | ------------------ | ---------------------- | ----------------------------------- |
| Mount Muir     | 2.091              | 61°06′29″N 148°22′42″W | 9 km verso nord                     |
| Mount Doran    | 1.057              | 61°01′11″N 148°14′22″W | 10 km verso est                     |
| Mount Gilbert  | 2.682              | 61°10′21″N 148°16′06″W | 18 km verso nord-est                |

## Storia
Il ghiacciaio, in tempi moderni, fu visto per la prima volta nel 1899 durante la "Harriman Alaska Expedition" organizzata dal magnate Edward Harriman. Fino agli anni 1930 il ghiacciaio scendeva fino al mare, poi gradualmente si è ritirato nella posizione attuale (a circa 400 metri sul livello del mare). Il nome del ghiacciaio è un nome descrittivo dato dai membri della spedizione "Harriman Alaska Expedition".

## Accessi e turismo
Il ghiacciaio è visibile dal braccio di mare chiamato "Surprise Inlet" ed è raggiungibile solamente via mare da Whittier (50 km circa) a da Valdez (oltre 150 km circa). Durante la stagione turistica sono programmate diverse escursioni via mare da Whittier per visitare il ghiacciaio e quelli vicini.

## Immagini del ghiacciaio

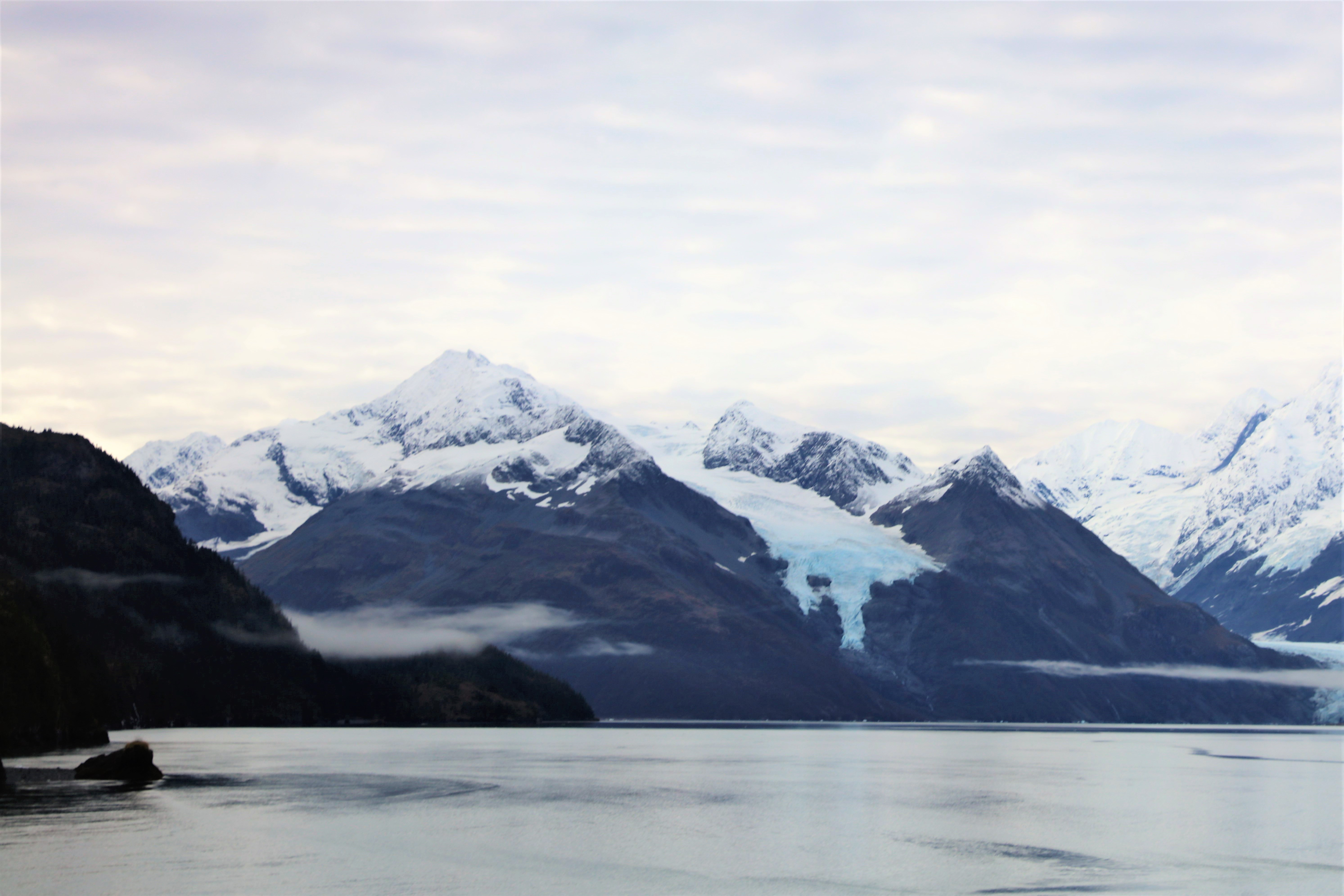
Il ghiacciaio visto dal braccio di mare "Surprise Inlet"
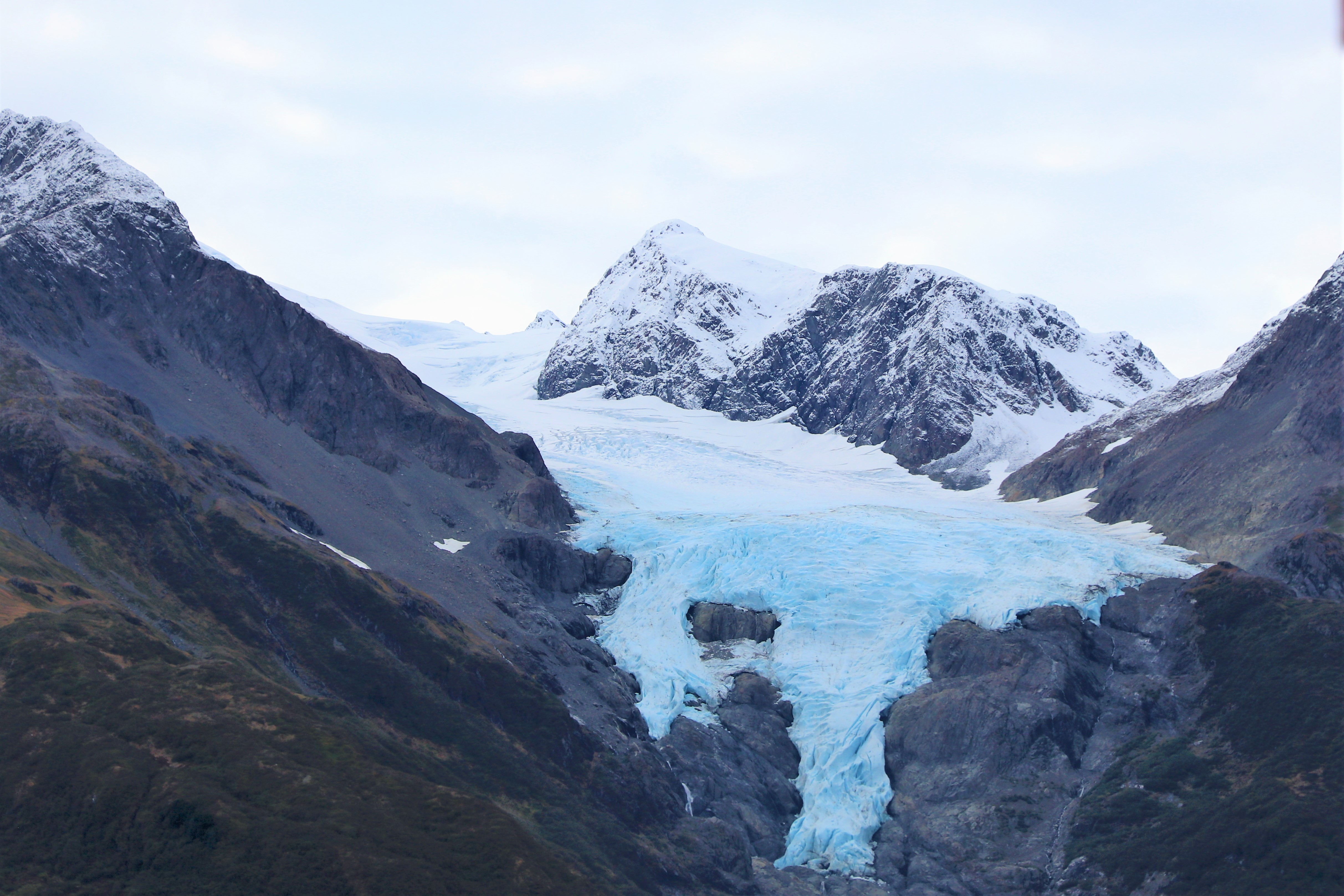
Il ghiacciaio in Settembre
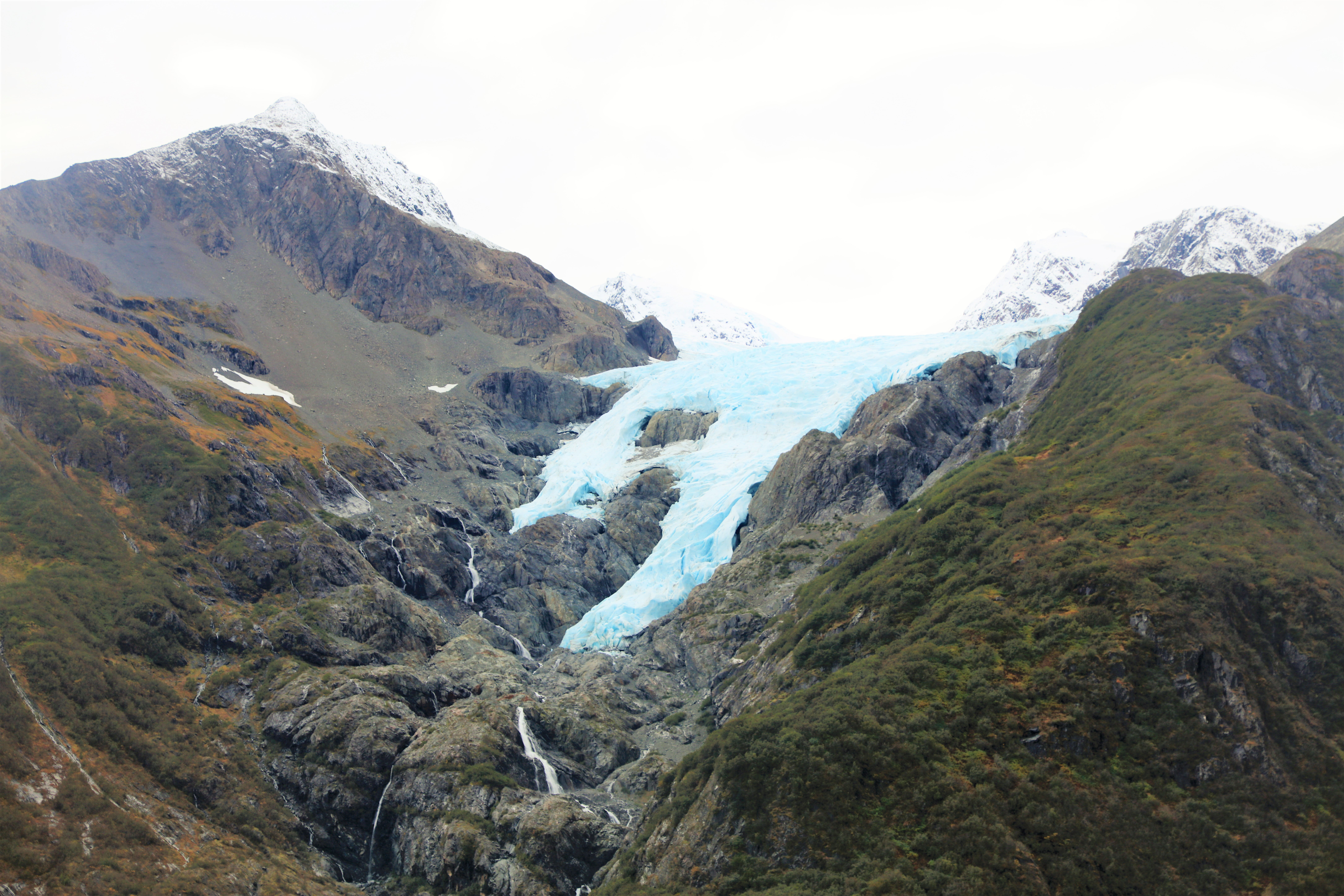
Fronte del ghiacciaio